# カルネ・セカ
カルネ・セカ(Carne seca)は、スペイン語で「乾いた肉」という意味で、メキシコ料理で使われる乾燥牛肉である。
メキシコ北部、特にチワワ州、ソノラ州、ヌエボ・レオン州では、カルネ・セカによりマチャカド（他の州ではマチャカと呼ばれる）と言う料理を作る。これには、トマト、タマネギ、チリベルデ（緑トウガラシ）、卵等を用いる。卵の代わりにジャガイモを用いることもある。
ニューヨーク・タイムズ誌のマリアン・バローズによると、アリゾナ州のツーソン地域のメキシコ料理レストランでは、エンチラーダ、チミチャンガ、タコス等のフィリングとして人気である。卵と混ぜて使われることもある。
ニューメキシコ州では、薄くスライスしたジャーキーを指す。このスタイルは、イスパノス、ナバホ族、プエブロ等のコミュニティの影響を受けており、ポテトチップスやクラッカーを思い出させるクリスピーな食感となる。